# Пулафука

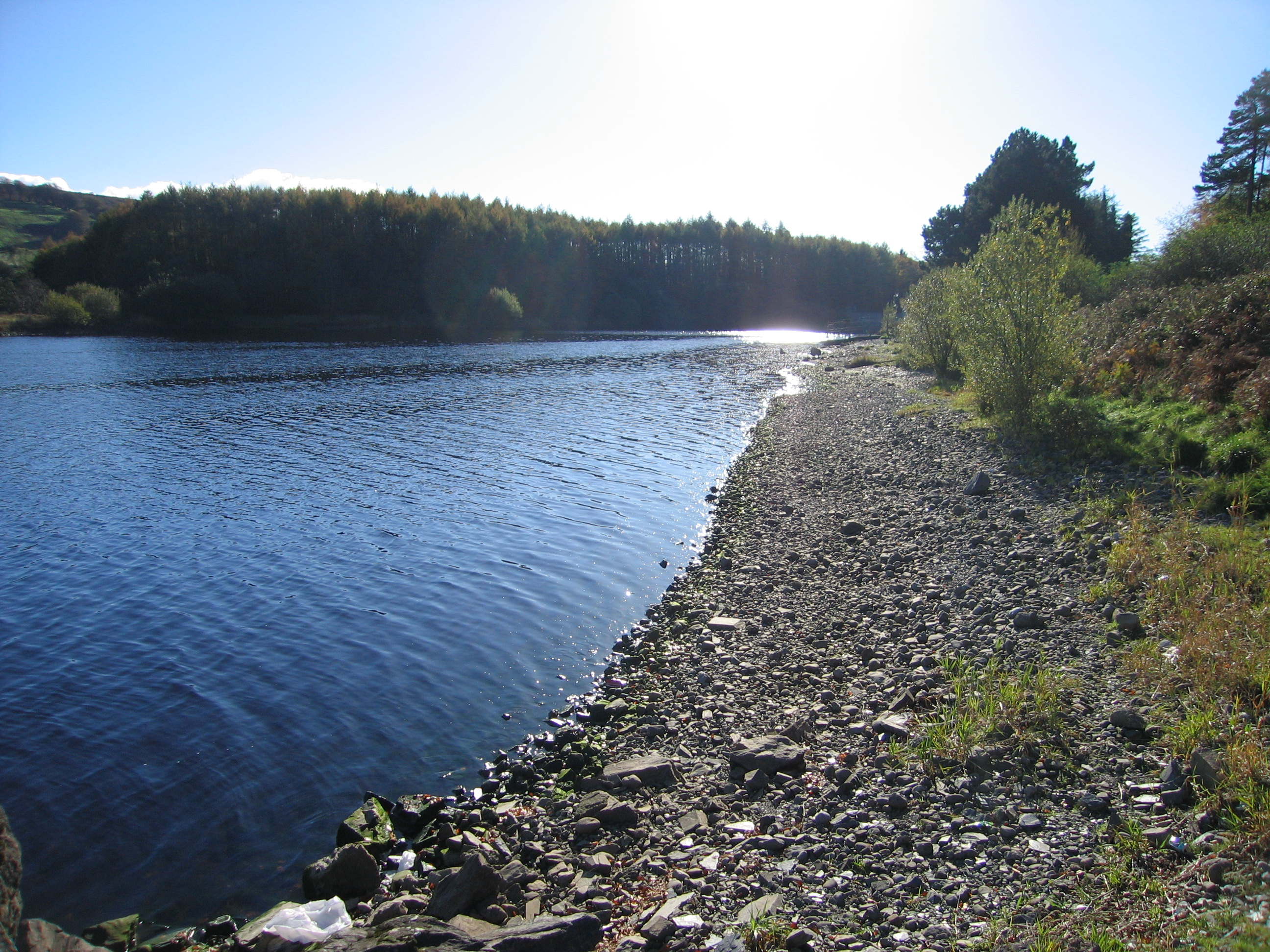
Озеро Блессингтон рядом с деревней

Пулафука (англ. Poulaphouca; ирл. Poll an Phúca, «зал Пуки») — деревня в Ирландии, находится в графстве Уиклоу (провинция Ленстер).